# Paulus Sladek
Paulus Sladek (1908-2002) byl římskokatolický duchovní, člen řádu obutých augustiniánů, teolog a zakladatel Ackermann-Gemeinde

## Život
Narodil se jako Fritz Sladek v Třebenicích (Trebnitz) v českoněmecké rodině. Studoval na gymnáziu v České Lípě, na kterém vyučovali augustiniáni z tamního kláštera. Angažoval se ve spolku Staffelstein (spolu s dalším pozdějším augustiniánem, P. Augustinem Schubertem).
V roce 1926 vstoupil do augustiniánského řádu v konventu v Praze na Malé Straně. Zde přijal řeholní jméno Paulus (Pavel). V roce 1931 přijal kněžské svěcení a nějaký čas působil v českolipském klášteře. Poté přešel do Prahy, žil v konventu na Malé Straně, a věnoval se pastoraci vysokoškoláků. Byl kazatelem pro německojazyčné studenty.
Po roce 1945 odešel do Německa. O rok později se angažoval při vzniku hnutí Ackermann-Gemeinde. Zbytek života prožil v Německu. V roce 1990 se účastnil znovuobnovení malostranského augustiniánského kláštera při kostele sv. Tomáše a pronesl při této příležitosti české kázání. Žil v klášteře ve Zwieselu, kde v roce 2002 zemřel a byl pohřben.